# 216

216(이백십육)은 215보다 크고 217보다 작은 자연수다.

## 수학
- 합성수로, 그 약수는 총 16개다. (1, 2, 3, 4, 6, 8, 9, 12, 18, 24, 27, 36, 54, 72, 108, 216)
  - 216의 진약수의 합은 384이므로, 216은 과잉수다.
- 6번째 세제곱수(63)다. 앞의 세제곱수는 125, 다음 세제곱수는 343이다.
- 13번째 불가촉수다. 앞의 불가촉수는 210, 다음은 238이다.
- 6번째 십육각수다. 앞의 십육각수는 145, 다음은 301이다.
- {\displaystyle 216=107+109}
  - 연속하는 두 소수(素數)의 합으로 나타낼 수 있으며, 이 성질을 지닌 앞의 수는 210, 다음 수는 222이다.
- {\displaystyle 216=9\times 24}
  - 연속하는 두 구각수의 곱으로 나타낼 수 있으며, 이 성질을 지닌 앞의 수는 9, 다음 수는 1104다.
- {\displaystyle 216=4^{2}+6^{2}+8^{2}+10^{2}}
  - 연속하는 네 짝수의 제곱합으로 나타낼 수 있으며, 이 성질을 지닌 앞의 수는 120, 다음 수는 344다.
- {\displaystyle 216=3^{3}+4^{3}+5^{3}}
  - 연속하는 세 자연수의 세제곱합으로 나타낼 수 있으며, 이 성질을 지닌 앞의 수는 99, 다음 수는 405다.
- {\displaystyle 53^{2}-1}은 216으로 나누어떨어진다.

## 과학
- 우라늄-216(U-216): 우라늄 동위 원소의 한 종류.
- NGC 216: 고래자리 방향에 있는 렌즈형은하.

## 교통

### 철도
- 서울 지하철 2호선 잠실역의 역번호.
- 부산 도시철도 2호선 문현역의 역번호.
- 대구 도시철도 2호선 문양역의 역번호.

### 도로
- 고속도로 및 국도
  - 오토루트 216호선(프랑스어판): 프랑스의 고속도로.
  - 일본 216번 국도: 일본의 폐지된 국도. 214, 215번 국도와 통합되어 57번 국도가 되었다.
- 기타 도로
  - 현도 제216호선

## 군사
- U-216(영어판): 제2차 세계 대전에 사용된 나치 독일의 군용 잠수함.

## 문화유산
- 대한민국의 국보 제216호: 정선필 인왕제색도
- 대한민국의 보물 제216호: 보은 법주사 마애여래의좌상
- 대한민국의 사적 제216호: 칠곡 가산산성

## 방송
- 스카이라이프의 미국 스포츠 방송인 FIGHT SPORTS 채널 번호.
- B tv 케이블의 TBS TV 채널 번호.
- KT HCN의 ETN연예TV 채널 번호.

## 기타
- 날짜: 2월 16일
- 연도: 216년, 기원전 216년
- NBA의 샤킬 오닐의 키는 216cm다.